# Challenger de Shenzhen 2017

El torneo Pingshan Open 2017 fue un torneo profesional de tenis. Pertenece al ATP Challenger Series 2017. Se disputará su 4ª edición sobre superficie dura, en Shenzhen, China entre el 13 al el 19 de marzo de 2017.

## Jugadores participantes del cuadro de individuales
| Favorito | País                     | Jugador                 | Rank1 | Posición en el torneo |
| -------- | ------------------------ | ----------------------- | ----- | --------------------- |
| 1        | Bandera de Rusia         | Yevgueni Donskoi        | 99    | Cuartos de final      |
| 2        | Bandera de Japón         | Yūichi Sugita           | 115   | CAMPEÓN               |
| 3        | Bandera de España        | Roberto Carballés Baena | 127   | Primera ronda         |
| 4        | Bandera de Corea del Sur | Lee Duck-hee            | 135   | Cuartos de final      |
| 5        | Bandera de Italia        | Luca Vanni              | 139   | Semifinales           |
| 6        | Bandera de Eslovenia     | Blaž Kavčič             | 147   | FINAL                 |
| 7        | Bandera de Alemania      | Maximilian Marterer     | 152   | Cuartos de final      |
| 8        | Bandera de Italia        | Thomas Fabbiano         | 161   | Cuartos de final      |

- 1 Se ha tomado en cuenta el ranking del 6 de marzo de 2017.

### Otros participantes
Los siguientes jugadores recibieron una invitación (wild card), por lo tanto ingresan directamente al cuadro principal (WC):
- Bai Yan
- Chuhan Wang
- Zhang Zhizhen
- Zheng Wei Qiang

Los siguientes jugadores ingresan al cuadro principal tras disputar el cuadro clasificatorio (Q):
- Hubert Hurkacz
- Axel Michon
- Roman Safiullin
- Franko Škugor

## Campeones

### Individual Masculino
- Yūichi Sugita derrotó en la final a  Blaž Kavčič, 7–6(6), 6–4

### Dobles Masculino
- Sanchai Ratiwatana /  Sonchat Ratiwatana derrotaron en la final a  Hsieh Cheng-peng /  Christopher Rungkat, 6–2, 6–7(5), [10–6]